# محمد أبو داوود
محمد أبو داوود (26 أغسطس 1952 -) هو ممثل ومخرج مصري.

## حياته ونشأته
من مواليد 26 أغسطس 1952 عمل بالسينما من أعماله في التليفزيون «نسر الشرق»1997 «ام كلثوم» 2000 «امانة ياليل» «زينات والثلاث بنات» من المسرحيات التي

## من أعماله

### أفلام
| - أوشن 14 - 2016 - (ضيف شرف) - مسلسل فات الميعاد 2025 ( دور الحاج صاحب المطبعة أبو معتصم) - اللي اختشوا ماتوا - 2016 - (مخرج) - مسجون ترانزيت - 2008 - (حسن موافي) - مرجان أحمد مرجان - 2007 - عبده مواسم - 2006 - أوقات فراغ - 2006 - (بدر والد منة) - السفارة في العمارة - 2005 - (أبو اياد) - يوم الكرامة - 2004 - (قائد القوات الجوية) - زكية زكريا في البرلمان - 2001 - (وائل ضابط الشرطة) - أبناء الشيطان - 2000 | - ولا في النية أبقى - 1999 - (صفوت) - رسالة إلى الوالي - 1998 - (محقق بأمن الدولة) - زيارة السيد الرئيس - 1994 - (مجدي معاون الشرطة) - الإرهابي - 1993 - (نادر ضابط أمن الدولة) - ميكانيكا - 1993 - 131 أشغال - 1993 - (السيد عفيفي) - دماء على الأسفلت - 1992 - (د. صفوت) - شفاه غليظة - 1990 - (ماجد الضابط) - أيام الغضب - 1989 - (الدكتور عمار) | - نوارة والوحش - 1987 - (الملازم محمد) - لعدم كفاية الأدلة ! - 1987 - (ضابط قسم الشرطة) - عصر الذئاب- 1986 - ابن تحية عزوز - 1986 - بلاغ ضد امرأة- 1986 - (شوقي) - خيوط العنكبوت- 1985 - أيوب- 1983 - غريب في بيتي - 1982 (ضابط الشرطة) - أمهات في المنفى - 1981 |

### مسلسلات
| - بركة 2019 - شبر ميه 2019 - الخروج - 2016 - (اللواء حافظ رشاد) - مملكة يوسف المغربي - 2016 - (الشيخ فوزان) - المغني - 2016 - (المنتج عماد عصفور) - مولد وصاحبه غايب - 2015 - (رجل اعمال) - يوميات زوجة مفروسة أوي (ج1، 2)- 2015، 2016 - (جميل) - وش تاني - 2015 - شطرنج (ج2، 3) - 2015، 2016 - (سراج الكومي) - كيكا على العالي - 2014 - بدون ذكر أسماء - 2013 - (لواء جيش) - طيري يا طيارة - 2012 - على كف عفريت - 2012 - نابليون والمحروسة - 2012 - باب الخلق - 2012 - فرح العمدة - 2012 - لحظات حرجة (ج3)- 2012 - (مهدي زوج رانيا) - المنتقم - 2012 - (غالب) - الجماعة - 2010 - (النقراشي باشا) - طوق نجاة - 2010 - (الدكتور فكار) - حقي برقبتي - 2009 - (رشدي بك والد زياد) - تاجر السعادة - 2009 - (المنتج جلال) - متخافوش - 2009 - (الدكتور منصور القط) - الأشرار - 2009 - (رجل الاعمال حمدي الفاتح) - دموع في نهر الحب - 2009 - جدار القلب - 2008 - (الدكتور واصف) - ايام الرعب والحب - 2008 - رمانة الميزان - 2008 - (علي عامر) - شط إسكندرية - 2008 - كلمة حق - 2008 - (فؤاد زوج دنيا) - علي مبارك - 2008 - (إسماعيل صديق باشا) - الملك فاروق - 2007 - (النقراشي باشا) - المخبر الخاص - 2007 - من أطلق الرصاص على هند علام - 2007 - (النوساني بيه) - نقطة نظام - 2007 - (رجل الاعمال رفيق طلبة) - الدالي (ج1، 2، 3) - 2007، 2008، 2011 - (اللواء فكري النواصري) - رجل غني فقير جدا - 2007 - (بركات-سكرتير محروس) | - عائش في الغيبوبة - 2006 - مباراة زوجية - 2006 - سكة الهلالي - 2006 - أولاد الشوارع - 2006 - (اللواء صبري) - دعوة فرح - 2006 - عيون تائهة - 2006 - نعتذر عن هذا الحلم - 2005 - شجرة الود - 2005 - أحلامنا الحلوة - 2005 - (ضيف شرف) - مسائل عائلية جدا - 2005 - أنا وهؤلاء - 2005 - (كرم أبو المكارم) - بطة وأخواتها - 2004 - (عوني) - مشوار امراة - 2004 - (رجل اعمال) - مصر الجديدة - 2004 - (محمد ثابت باشا) - أوراق مصرية (ج3) - 2004 - أمانة يا ليل - 2003 - (مدحت الحمزاوي) - أدهم و زينات وثلاث بنات - 2003 - غدا يوم اخر - 2003 - قاسم أمين - 2002 - فارس بلا جواد - 2002 - (عم حافظ (عنتر)) - اجري ..اجري ..اجري - 2002 - انظر حولك وابتسم - 2002 - بلد المحبوب - 2002 - الخيول - 2002 - أميرة في عابدين - 2002 - (ضيف شرف) - حواري وقصور - 2001 - ((النقراشي باشا)) - شجر الأحلام - 2001 - ثمار الوهم - 2001 - ضبط وإحضار - 2001 - النساء قادمون - 2001 - (ولاء) - يا رجال العالم اتحدوا - 2000 - (ولاء) - المحاربون - 2000 - السفينة والربان - 2000 - الفجالة - 2000 - عفوا حبيبتى - 1999 | - حلم آخر الليل - 1999 - (مراد زوج علوية) - شملول - 1999 - أم كلثوم - 1999 - (د. حسن السيد الحفناوى) - الإمام ابن حزم - 1998 - قط و فار - 1998 - القرموطي في مهمة سرية - 1998 - (اللواء كامل) - ومنين أجيب ناس - 1998 - نسر الشرق (ج1، 2) - 1997، 2000 - الدوغرى 90 - 1997 - بريق في السحاب - 1996 - نصف ربيع الآخر - 1996 - عظمه يا ست - 1995 - ساكن قصادي (ج1، 2)- 1995، 1996 - يوميات ونيس (ج2، 3)- 1995، 1996 - (حمدى) - الزيني بركات - 1995 - سر الأرض - 1994 - العودة الأخيرة - 1993 - دموع صاحبة الجلالة - 1993 - (ضابط المباحث) - الثعلب - 1993 - (ضابط بالمخابرات المصرية) - الطاووس - 1991 - رحلة أبو الوفا - 1991 - مذكرات زوج - 1990 - لؤلؤ وأصداف - 1989 - إشراقة القمر - 1987 - سنبل بعد المليون - 1987 - سجن أملكه - 1987 - الزوجة أول من يعلم - 1987 - (فهمي) - اللاعب والدمية - 1986 - حادي بادي - 1986 - ليالى الغضب - فارس العرب سيف الدين الحمداني - شجر الأحلام - عباد الرحمن - جنة حتحوت - واشهد يا زمان - الهـودج |

| - كوافير أشواق - 2008 - سيت كوم - الحب القاتل - 2004 - سهرة تلفزيونية - دفتر مواعيد - 1999 - سهرة تلفزيونية - حب حتى السجن - مسرحية - سيدة الشالية - سهرة تلفزيونية | - مولد سيدي المرعب - 2010 - مولد سيدي المرعب - 1998 - مراتى تقريبا - 1990 - تزوير في اوراق عاطفيه - 1989 | - عفريت لكل مواطن - 1988 - حلم الحياة - ليلة القبض على صابر - طب وبعدين |

## روابط خارجية
- محمد أبو داوود على موقع قاعدة بيانات الأفلام العربية